# Корсунский крест

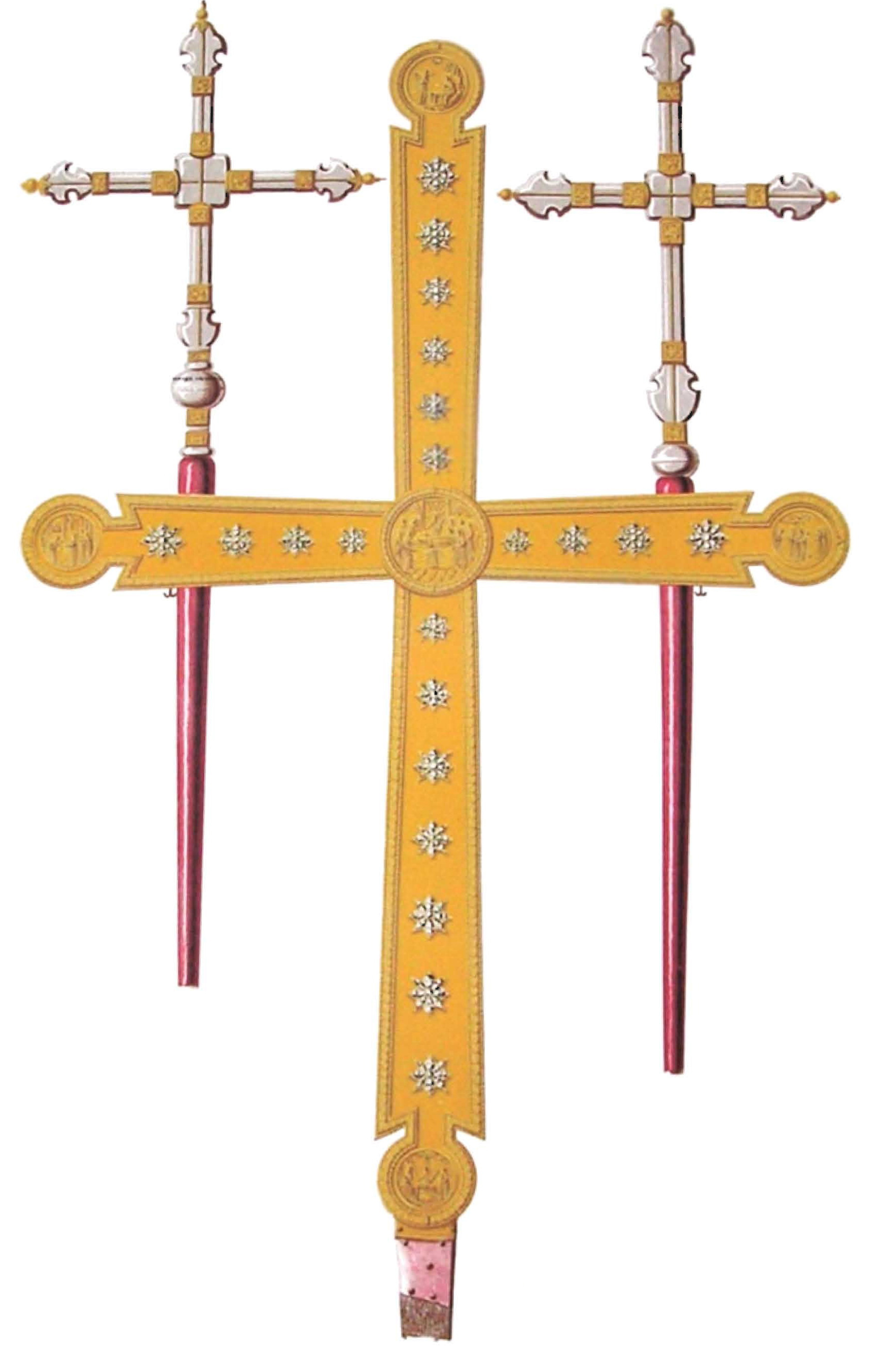
Корсунский крест (главный) Успенского собора; позади 2 хрустальных корсунских креста

Корсунский крест — русское название четырёхконечного креста, относящегося к древнему византийскому типу процессуальных и запрестольных крестов. Концы креста завершают диски, связанные с концами креста перемычками. Диски могут быть украшены чеканными изображениями святых. Примеры подобных крестов находились в период раннего средневековья в алтарях храмов Сирии, Армении, Грузии, а также на Афоне.
Своей формой восходит к форме креста, по преданию, явившемуся на небе императору Константину перед Мильвийской битвой.
Своё название крест получил на Руси, так как первые его образцы попали на Русь из Византии через Корсунь (Херсонес).

## Корсунские кресты Успенского собора Кремля
Фёдор Солнцев в своем описании древностей пишет: «Корсунскими крестами называются запрестольные три креста в алтаре московского Успенского собора. Один из них, четырёхконечный, обитый позолоченными серебряными листами; лицевая сторона усеяна самоцветными каменьями и клеймами с обронными изображениями разных святых. На середине и по концам в кругах наведены финифтью: Распятие, Деисус, Благовещение и Воскресение. На обратной стороне поле украшено звездами из хрусталей; на середине и на концах в клеймах чеканные изображения господских праздников. В переписных книгах московского Успенского собора, скрепленных в 1627 г. Симоновским архимандритом Иосифом, впоследствии патриархом, об этом памятнике благочестия сказано: „За престолом же крест большой Корсунский обложен серебром, в пяти местех писаны господские праздники мусиею на золотых цках; в нём же в гнездех сто семь хрусталей“. Другие два креста, четырёхконечные, из горного хрусталя, скрепленные серебром; они утверждены на древках для ношения в крестных ходах».

### Хрустальный крест из Кремля

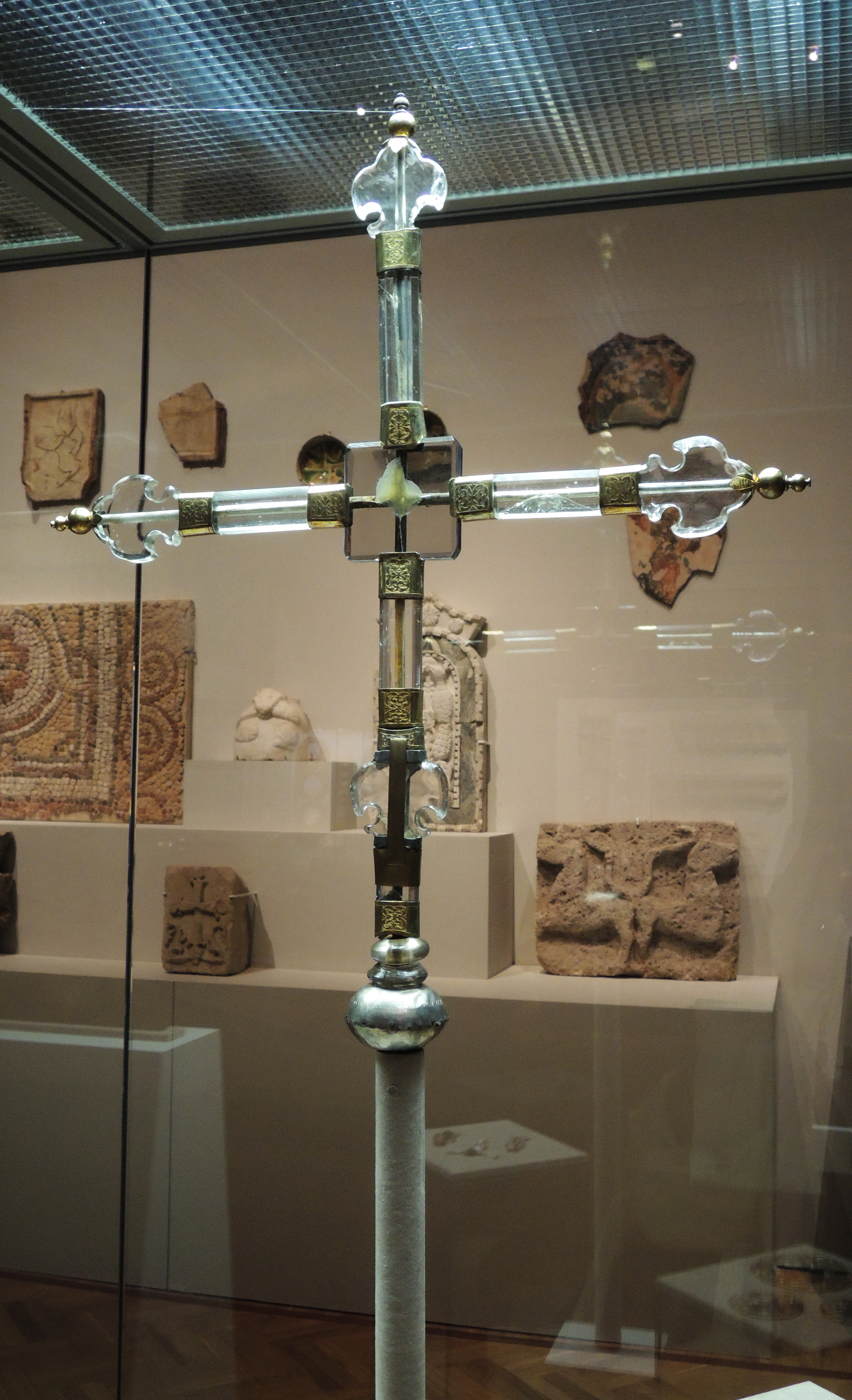
Корсунский хрустальный крест (коллекции Московского Кремля)

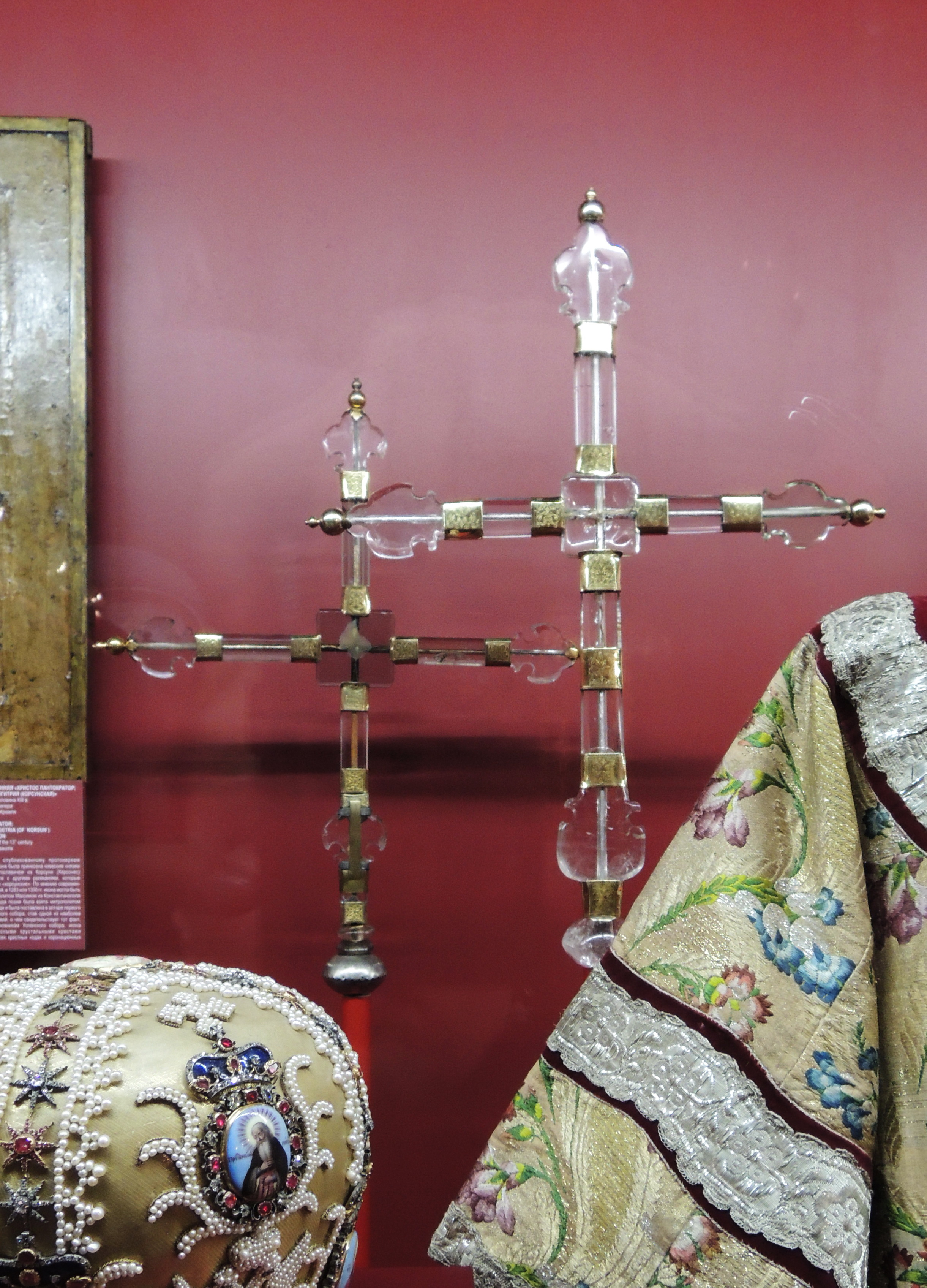
Крест 15 века и его копия 17 века

В Музеях Московского Кремля находится крест выносной «Корсунский» (Западная Европа, XV в. (?), серебряные обкладки — Россия, конец XVI — нач. XVII в.), выполненный из горного хрусталя, серебра и резного дерева. В описях Успенского собора XVII—XVIII вв. он именуется только «хрустальным выносным», а название «Корсунский» появляется лишь в следующем столетии, возможно, из-за того, что он вместе со вторым, поздним хрустальным крестом (см. ниже) находился в алтаре собора по сторонам от большого Корсунского креста.
Видимо, это именно то распятие, которое сопровождало принцессу Софью Палеолог при её приезде в Москву из Рима. Из летописей известно о связанном с ним скандале: по замыслу католических организаторов свадьбы, этот католический крест должен был предшествовать свадебному поезду, и под его сенью процессия должна была въехать в Кремль. Папский легат Антонио Бонумбре вез его в обозе. Новость об этом вызвала большое волнение на Руси. Поведение папского легата вызвало в Москве решительный отпор. Узнав, что перед легатом «крыж несут» по католическому обряду, великий князь обратился за разъяснениями к митрополиту Филиппу, который категорически потребовал запретить какую-либо пропаганду католицизма на Русской земле. Тогда Иван III «посла к тому легатосу, чтоб не шел пред ним крыж». Однако жених Иван III отправил встречать невесту боярина Фёдора Давыдовича Хромого с приказом «крыжи у легатоса отнявши, да в сани положити». Он встретил обоз за 15 верст от Москвы и вырвал крест из рук легата, не позволив будущей государыне въехать с католическим «крыжем».. «Тогда же убоялся легатос».
Исследователи полагают, что распятие, тем не менее, осталось в московских сокровищницах. Его история забылась, и он был установлен в алтаре главного собора — Успенского, и использовать в качестве процессионного креста больших и малых крестных ходов. Вокруг него сложилась легенда, что он был в «старину до Ивана Грозного» прислан от греческих патриархов (то есть через Корсунь) в благословение русским государям (ср. с легендой о Шапке Мономаха), что является примером планомерной пиар-политики Ивана III по идеологическому превращению Москвы в «Третий Рим», наследника «Второго Рима».
Наиболее близкие аналоги он находит среди крестов, изготовленных в средневековой Германии.
Корсунский крест был одной из особо почитаемых святынь Успенского собора. В комплекс «корсунских» святынь также входят: ещё один выносной крест из горного хрусталя (17 век — сделан в России по образцу вышеописанного), большой серебряный запрестольный крест, а также несколько икон, в числе которых «Спас Золотая Риза», «Богоматерь Одигитрия Гефсиманская» и двусторонний образ «Христос Пантократор / Богоматерь Одигитрия (Корсунская)». По преданию, оба креста были «издавна присланы от греческих патриархов, в благословение государям Российским»

## Корсунский крест в Переславле-Залесском

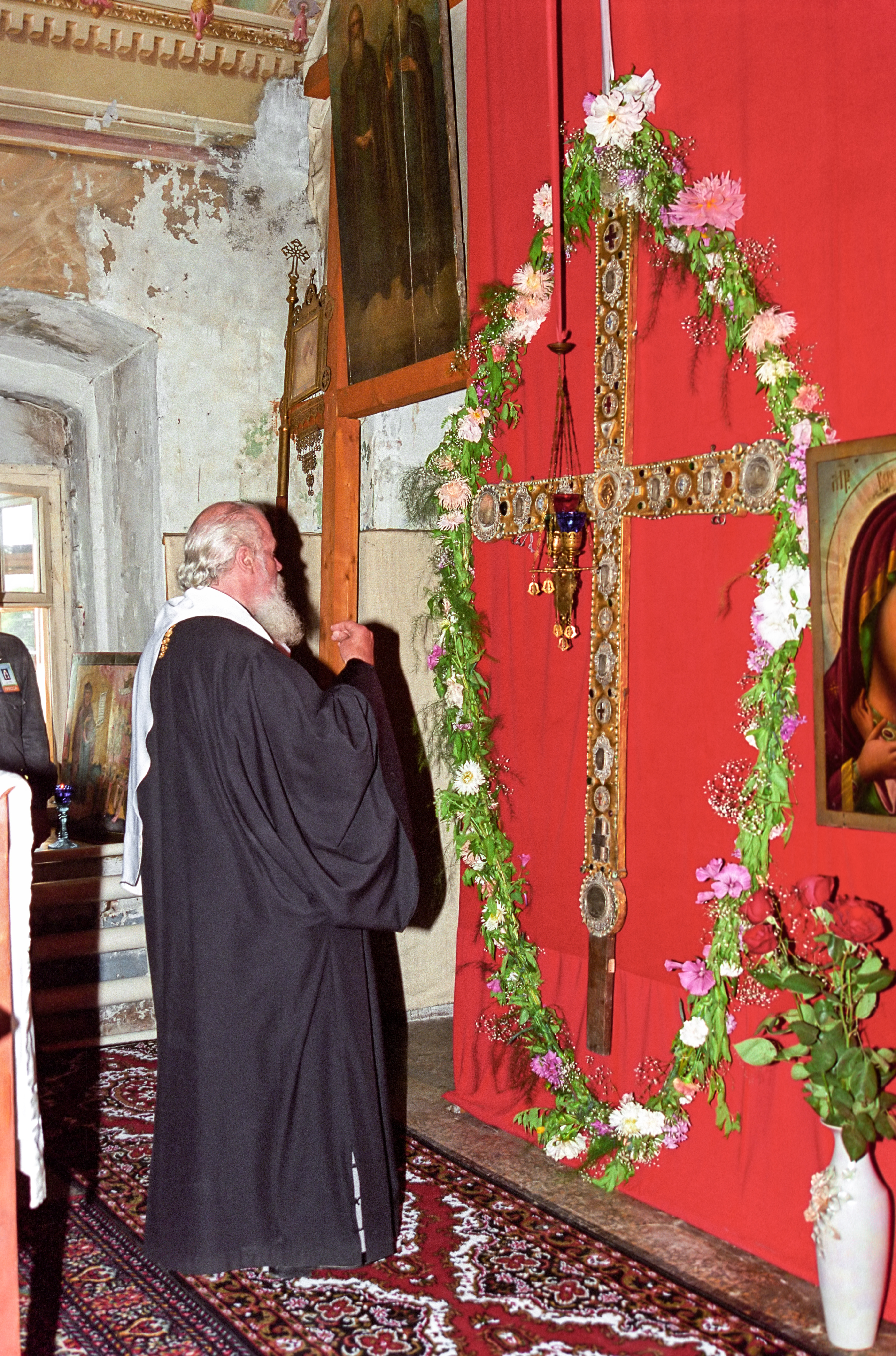
Патриарх Алексий II молится перед Корсунским крестом

Корсунский крест сохранился в городе Переславле-Залесском. Корсунский крест четырёхконечный, деревянный, двусторонний, обложен медью и позолочен. В мощевиках сохранились мощи Иоанна Предтечи, апостола Павла, мученика Виктора, мученика Димитрия Солунского, великомученика Георгия Победоносца, частица гробницы Иоанна Богослова.
Крест-мощевик изготовлен в Ростовской митрополии в XVI или XVII веке. Его высота — 208 см, ширина — 135 см. Раскольники из Суздаля принесли этот крест в Никольский монастырь как плату за своё проживание, а может быть, крест сделан в начале XVIII века и привезён в Переславль из Ростова. В 1923 году крест был передан Переславскому музею-заповеднику и сразу был выставлен в отделе церковных древностей. В 2007 году крест был реставрирован за счёт государства.
23 августа 1998 года патриарх Алексий II побывал в Переславле и молился перед Корсунским крестом.
12 июня 2009 года установлен в переславском Никольском монастыре в прозрачном ящике под ответственность музея.